# Кухари-Крулевські
Кухари-Крулевські (пол. Kuchary Królewskie) — село в Польщі, у гміні Сохоцин Плонського повіту Мазовецького воєводства.
Населення — 81 особа (2011).
У 1975-1998 роках село належало до Цехановського воєводства.

## Демографія
Демографічна структура станом на 31 березня 2011 року:
|          | Загалом | Допрацездатний вік | Працездатний вік | Постпрацездатний вік |
| -------- | ------- | ------------------ | ---------------- | -------------------- |
| Чоловіки | 40      | 9                  | 28               | 3                    |
| Жінки    | 41      | 11                 | 22               | 8                    |
| Разом    | 81      | 20                 | 50               | 11                   |